# Annibale Carracci
Annibale Carracci, italijanski slikar in mojster, * 3. november 1560, Bologna, † 15. julij 1609, Rim. 
Deloval je v Bologni in pozneje v Rimu. Annibale je bil skupaj z bratom in bratrancem eden od prednikov, če ne celo ustanoviteljev vodilne verige baročnega sloga, ki si je sposojal sloge s severa in juga svojega rodnega mesta ter si prizadeval za vrnitev h klasični monumentalnosti, a dodal bolj vitalno dinamiko. Slikarji, ki so delali pod Annibalom v galeriji Palače Farnese, so bili desetletja zelo vplivni za rimsko slikarstvo.

## Zgodnja kariera
Annibale Carracci se je rodil v Bologni in je bil po vsej verjetnosti najprej vajenec v svoji družini. Leta 1582 so Annibale, njegov brat Agostino in bratranec Ludovico Carracci odprli slikarski atelje, ki so ga nekateri sprva imenovali Akademija Desiderosi (željni slave in učenja), nato pa Incamminati (napredneži; dobesedno »tisti, ki odpirajo novo pot«). Accademia degli Incamminati, ki velja za »prvo večjo umetniško šolo, ki temelji na slikanju življenja«, je bila vzor poznejšim umetniškim šolam po vsej Evropi. Medtem ko so Carracciji dajali poudarek na tipično florentinsko linearno risanje, kot ga ponazarjata Rafael in Andrea del Sarto, njihovo zanimanje za bleščeče barve in meglene robove predmetov izhajajo iz beneških slikarjev, predvsem del beneškega oljnega slikarja Tiziana, ki sta ga Annibale in Agostino študirala med potovanjem po Italiji v letih 1580–1581 po naročilu starejšega Lodovica Caraccija. Ta eklektičnost naj bi postala odločilna lastnost umetnikov baročne emilijske ali bolonjske šole.
V mnogih zgodnjih Carraccijevih bolonjskih delih je težko razlikovati posamezne prispevke vsakega od njih. Na primer, freske v zgodbi o Jazonu za Palazzo Fava v Bologni (ok. 1583–84) so podpisane Carracci, kar nakazuje, da so vsi prispevali. Leta 1585 je Annibale dokončal oltarno sliko Kristusov krst za cerkev sv. Gregorja in Sira v Bologni. Leta 1587 je naslikal Marijino vnebovzetje za cerkev San Rocco v Reggio Emilia.
V letih 1587–1588 je znano, da je Annibale odpotoval v Parmo in nato v Benetke, kjer se je pridružil svojemu bratu Agostinu. Od leta 1589 do 1592 so trije bratje Carracci dokončali freske Ustanovitev Rima za Palazzo Magnani v Bologni. Do leta 1593 je Annibale v sodelovanju z Luciom Massarijem dokončal oltarno sliko Devica na prestolu s svetim Janezom in sveto Katarino. Iz leta 1593 je tudi njegovo Kristusovo vstajenje. Leta 1592 je naslikal Marijino vnebovzetje za kapelo Bonasoni v San Francescu. V letih 1593–1594 so vsi trije Carracciji delali na freskah v Palazzo Sampieri v Bologni.

## Freske v palači Farnese
Na podlagi plodnih in mojstrskih fresk Carraccijevih v Bologni je Annibala priporočil vojvoda Parme Ranuccio I. Farnese svojemu bratu, kardinalu Odoardu Farneseju, ki je želel okrasiti piano nobile rimske palače Farnese. Novembra in decembra 1595 sta Annibale in Agostino odpotovala v Rim, da bi začela krasiti Camerino z zgodbami o Herkulu, kar je bilo primerno, saj je bila v sobi znamenita grško-rimska antična skulptura hipermišičnega  Farnesejevega Herkula.
Annibale je medtem razvil na stotine pripravljalnih skic za glavno delo, kjer je vodil ekipno slikanje fresk na stropu velikega salona s posvetnimi quadri riportati Ljubezni bogov ali, kot je opisal biograf Gian Pietro Bellori, Človeška ljubezen, ki jo upravlja nebeška ljubezen. Čeprav je strop nemirno bogat z iluzionističnimi elementi, so pripovedi uokvirjene v zadržani klasicizem visoke renesančne dekoracije, ki črpa navdih iz, a še bolj neposrednega in intimnega, kot  Michelangelov Strop Sikstinske kapele ter Rafaelove freske Vatikanske lože in Vile Farnesina. Njegovo delo je kasneje navdihnilo neomejen tok baročnega iluzionizma in energije, ki se bo pojavil na velikih freskah Cortone, Lanfranca in v kasnejših desetletjih Andrea Pozza in Gaullija.
Skozi 17. in 18. stoletje je Farnesejev strop veljal za neprekosljivo mojstrovino fresko slikarstva za svoje obdobje. Ni bil videti le kot knjiga vzorcev junaškega oblikovanja figur, ampak tudi kot model tehničnega postopka; Annibale je na stotine pripravljalnih risb za strop postal temeljni korak pri sestavljanju katere koli ambiciozne zgodovinske slike.

## Kontrast s Caravaggiom
Kritik iz 17. stoletja Giovanni Bellori je v svoji raziskavi z naslovom Idea hvalil Carraccija kot vzor italijanskih slikarjev, ki so spodbujali "renesanso" velike tradicije Rafaela in Michelangela. Po drugi strani pa je Bellori priznal Caravaggiove talente kot slikarja, vendar je obžaloval njegov pretirano naturalističen slog, če ne celo burno moralo in osebnost. Tako je z enako mračno zgroženostjo gledal na sloge Caravaggistov. Slikarje so pozivali, naj upodabljajo platonski ideal lepote, ne pa rimskih sprehajalcev. Vendar pa pokrovitelji in učenci Carraccija in Caravaggia niso vsi padli v nepremostljiva taborišča. Sodobni meceni, kot je markiz Vincenzo Giustiniani, so ugotovili, da sta oba uporabljena pokazala odličnost v manieri in modeliranju.
Do 21. stoletja so se opazovalci ogreli za uporniški Caravaggiov mit in pogosto prezrli globok vpliv Carraccija na umetnost. Caravaggio skoraj nikoli ni delal fresk, ki veljajo za preizkus sposobnosti velikega slikarja. Po drugi strani pa so Carraccijeva najboljša dela freske. Tako so mračna Caravaggieva platna z zatemnjenimi ozadji primerna za kontemplativne oltarje in ne za dobro osvetljene stene ali strope, kot je ta v Farneseju. Wittkower je bil presenečen, da se je kardinal Farnese obdal s freskami libidinoznih tem, kar kaže na »znatno sprostitev protireformacijske morale«. Ta tematska izbira kaže na to, da je bil Carracci morda bolj uporniški glede na pogosto slovesno versko strast Caravaggiovih platen. Wittkower navaja, da Carraccijeve freske prenašajo vtis ogromnega veselja do življenja, novega razcveta vitalnosti in dolgo potlačene energije.
V 21. stoletju bi večina poznavalcev, ki romajo v Cerasijevo kapelo v Santa Maria del Popolo, prezrla Carraccijevo oltarno sliko Marijino vnebovzetje (1600–1601) in se osredotočila na Caravaggieva dela ob boku. Poučno je primerjati Carraccijevo Vnebovzetje s Caravaggiovo Smrt Device. Med zgodnjimi sodobniki je bil Carracci inovator. Ponovno je oživil Michelangelov vizualni besednjak fresk in postavil mišičasto in živahno briljantno slikovno pokrajino, ki se je postopoma pohabljala v manieristični preplet. Medtem ko je Michelangelo lahko upogibal in zvijal telo v vse možne perspektive, je Carracci na freskah vile Farnese pokazal, kako lahko pleše. Meje »stropov«, široke stene, ki jih je treba poslikati, bi naslednja desetletja preplavljal monumentalni sijaj Carraccijevih in ne Caravaggiovih privržencev.
V stoletju po njegovi smrti so bili Carracciji in baročna umetnost nasploh v manjši meri kot Bernini in Cortona pod kritiko neoklasicističnih kritikov, kot sta Winckelmann in še pozneje, s strani preudarnega Johna Ruskina, pa tudi občudovalcev Caravaggia. Carracciju je bilo deloma prizaneseno zasramovanje, ker je bil viden kot posnemalec zelo občudovanega Rafaela in na farneških freskah, pozoren na prave teme, kot so tiste iz antične mitologije.

## Krajina, žanrsko slikarstvo in risba
8. julija 1595 je Annibale dokončal sliko Sveti Roka daje miloščino, ki je zdaj v Dresdenski Gemäldegalerie. Druga pomembna poznejša dela, ki jih je Carracci naslikal v Rimu, so Domine quo vadis? (ok. 1602), ki razkriva presenetljivo ekonomičnost kompozicije figur ter moč in natančnost kretnje, ki je vplivala na Poussina in prek njega na jezik kretnje v slikarstvu.
Carracci je bil skozi obdobje izjemno eklektičen pri tematskih, slikarskih krajinah, žanrskih prizorih in portretih, vključno s serijo avtoportretov. Bil je eden prvih italijanskih slikarjev, ki je naslikal platno, na katerem je imela pokrajina prednost pred figurami, kot je njegov mojstrski Beg v Egipt; to je žanr, v katerem sta mu sledila Domenichino (njegov najljubši učenec) in Claude Lorrain.
Carraccijeva umetnost je imela tudi manj formalno plat, ki se izkaže v njegovih karikaturah (na splošno mu pripisujejo izumitelje oblike) in v njegovih zgodnjih žanrskih slikah, ki so izjemne po živahnem opazovanju in prostem rokovanju ter njegove slike Jedec fižola. Biografi ga opisujejo kot nepazljivega pri oblačenju, obsedenega z delom: njegovi avtoportreti (kot je tisti v Parmi) se razlikujejo po njegovi upodobitvi.

## Pod melanholičnim humorjem
Ni jasno, koliko dela je Annibale opravil po dokončanju glavne galerije v Palači Farnese. Leta 1606 je Annibale podpisal Madona s skledo. Vendar ga je kardinal Odoardo Farnese v pismu iz aprila 1606 obtožil, da je Annibale zaradi »težkega melanholičnega humorja« preprečil slikanje zanj. Skozi vse leto 1607 Annibale ni mogel dokončati naročila za vojvodo Modenskega Rojstvo Jezusa. Obstaja zapis iz leta 1608, kjer Annibale učencu določa, da bo v njegovem ateljeju preživel vsaj dve uri na dan.
Leta 1609 je Annibale umrl in je bil po njegovi želji pokopan blizu Rafaela v rimskem Panteonu. Merilo njegovega dosežka je, da so tako raznoliki umetniki, kot so Bernini, Poussin in Rubens, pohvalili njegovo delo. Mnogi njegovi pomočniki ali učenci pri projektih v Palači Farnese in Herrera Chapel so bili med najpomembnejšimi umetniki naslednjih desetletij, med njimi Domenichino, Francesco Albani, Giovanni Lanfranco, Domenico Viola, Guido Reni, Sisto Badalocchio in drugi.

## Kronologija del

### Izbor slik
- Mesnica (1580.)—olje na platnu, 185 × 266 cm, Galerija slik Kristusove cerkve, Oxford
- Jedec fižola (1580–1590)—olje na platnu, 57 × 68 cm, Galleria Colonna, Rim
- Snemanje s križa (1580–1600)—Sv. Ann's, Manchester
- Križanje s svetniki (1583)—olje na platnu, 305 × 210 cm, Santa Maria della Carità, Bologna
- Smejoči mladenič (1583)—olje na papirju, Galerija Borghese, Rim
- Mrtvi Kristus (ok. 1583–1585)—olje na platnu, 70,7 × 88,8 cm, Staatsgalerie Stuttgart
- Jezuaov krst (1584)—olje na platnu, Santi Gregorio e Siro, Bologna
- Alegorija resnice in časa (1584-1585)—Kraljeva zbirka (Hampton Court)
- Pietà s svetimi Klaro, Frančiškom in Marijo Magdaleno (1585)—olje na platnu, Galleria nazionale di Parma, Parma
- Mistična poroka svete Katarine (1585–1587)—olje na platnu, Museo Nazionale di Capodimonte, Neapelj
- Madona na prestolu s svetim Matejem (1588)—olje na platnu, 384 × 255 cm, Gemäldegalerie, Dresden
- Venera s satirom in dvema Kupidoma (ok. 1588)—olje na platnu, 112 × 142 cm, galerija Uffizi, Firence
- Avtoportret v profilu (1590.)—olje na platnu, Uffizi, Frence
- Marijino Vnebovzetje (ok. 1590)—olje na platnu, 130 × 97 cm, Muzej Prado]
- Devica se prikazuje svetnikoma Luki in Katarini (1592)—olje na platnu, 401 × 226 cm, [ [Louvre]], Pariz
- Ribolov (pred 1595)—olje na platnu, 136 × 253 cm, Louvre
- Lov (pred 1595)—olje na platnu, 136 × 253 cm, Louvre
- Venera, Adonis in Kupid (ok. 1595)—olje na platnu, 212 × 268 cm, Muzej Prado, Madrid
- Sveti Rok daje miloščino (1595)—olje na platnu, Gemäldegalerie, Dresden
- Heraklejeva izbira (ok. 1596)—olje na platnu, 167 × 273 cm, Museo Nazionale di Capodimonte, Neapelj
- Zasmehovanje Kristusa (ok. 1596)—olje na platnu, 60 × 69,5 cm, Pinacoteca Nazionale, Bologna
- Jupiter in Juno (ok. 1597)—Galerija Farnese, Rim
- Freske (1597–1605) v Palači Farnese, Rim
- Rečna krajina (ok. 1599)—olje na platnu, Nacionalna galerija umetnosti, Washington, D. C. [10]
- Pietà (1599–1600)—olje na platnu, 156 × 149 cm, Museo Nazionale di Capodimonte, Neapelj
- Madona in speči Jezus z dojenčkom sv. Janezom Krstnikom (1599-1600)-olje na platnu, 51,2 x 68,4 cm, Kraljeva zbirka (Hampton Court)
- Počitek ob begu v Egipt (ok. 1600)—olje na platnu, premer 82,5 cm, Muzej Ermitaž, Sankt Peterburg

### Risbe
- Atlante Rdeča kreda, Louvre, Pariz
- Risbe (razstava, Nacionalna galerija umetnosti)[11]

### Dela po Carracciu
- Venera in Adonis (ok. 1595)—Olje na platnu, 217 × 246 cm, Kunsthistorisches Museum, Dunaj[12]

## Slike
Tradicija italijanskega renesančnega slikarstva in zreli renesančni umetniki, kot so Rafael, Michelangelo, Correggio, Tizian in Veronese, so vsi slikarji, ki so imeli velik vpliv na delo Carraccijev z njihovo uporabo barv. Carraci je postavil temelje za rojstvo baročnega slikarstva. Prejšnji sterilni manieristični slog se je zdaj obnovil v baročnem slikarstvu v zgodnjem 16. stoletju in uspel v izvirni sintezi številnih šol. Slike Annibala se zgledujejo po beneškem slikovnem okusu in še posebej po slikah Paola Veroneseja. Delo, ki kaže njegove sledi, sta Madona na prestolu s svetim Matejem, delo, narejeno za Reggio Emilia in zdaj v Gemäldegalerie v Dresdnu, in Mistična poroka svete Katarine Aleksandrijske (ok. 1575), ki je zdaj ohranjena v Gallerie dell 'Akademija v Benetkah.
- Verske teme
- Kristus s trnovo krono, podprt z angeli
- Samarijanka pri vodnjaku
- Tiha Madona s svetim Janezom Krstnikom
- Susana v kopeli
- Pietà, Kunsthistoriche Museum, Dunaj
- Objokovanje kristusa
- Madona z otrokom s svetim Janezom
- Sveti Rok in angel

- Portreti
- Avtoportret, c. 1580
- Portret Afričanke, ki drži uro, ok. 1585[15]
- Skušnjava svetega Antona opata (detajl), 1597–98
- Glava starca
- Portret dr. Bossija

- Mitološke teme
- Venera in Adonis, c. 1595
- Speča Venera
- Herkulova sodba, 1596, National Museum of Capodimonte
- Venera s satirom in dvema kupidoma, 1590

- Slike povezane s hrano
- Fant pije by Annibale Carracci, 1582–83
- Jedec fižola, 1580–1590, Galleria Colonna, Rome
- Mesnica, 1580, Christ Church Picture Gallery, Oxford
- Mesnica, 1580, Kimbell Art Museum